# Cezay
Cezay település Franciaországban, Loire megyében. Lakosainak száma 208 fő (2022. január 1.). Cezay Ailleux, Bussy-Albieux, Nollieux, Saint-Martin-la-Sauveté és Saint-Sixte községekkel határos.

## Népesség
A település népességének változása:
| Lakosok száma | 231  | 164  | 171  | 199  | 211  | 223  | 219  | 210  | 209  | 208  |
|               | 1968 | 1982 | 1990 | 2006 | 2013 | 2015 | 2017 | 2019 | 2020 | 2022 |